# Młodów (gromada)
Młodów (do 29 VI 1960 Lubaczów) – dawna gromada, czyli najmniejsza jednostka podziału terytorialnego Polskiej Rzeczypospolitej Ludowej w latach 1954–1972.
Gromady, z gromadzkimi radami narodowymi (GRN) jako organami władzy najniższego stopnia na wsi, funkcjonowały od reformy reorganizującej administrację wiejską przeprowadzonej jesienią 1954 do momentu ich zniesienia z dniem 1 stycznia 1973, tym samym wypierając organizację gminną w latach 1954–1972.
Gromadę Młodów z siedzibą GRN w Młodowie utworzono 30 czerwca 1960 w powiecie lubaczowskim w woj. rzeszowskim w związku z przeniesieniem siedziby gromady Lubaczów z Lubaczowa do Młodowa i zmianą nazwy jednostki na gromada Młodów.
Dla gromady ustalono 15 członków gromadzkiej rady narodowej.
31 grudnia 1961 gromadę zniesiono, włączając jej obszar do gromady Lisie Jamy w tymże powiecie. Gromada Młodów przetrwała zaledwie półtora roku.